# Ninas resa (film)
Ninas resa är en polsk-svensk dramafilm från 2005, efter Lena Einhorns bok Ninas resa - En överlevnadsberättelse.

## Handling
Filmen utspelar sig under andra världskriget i Warszawas getto. Den handlar om Nina och hennes familj. Hon lever, trots kriget, ett ganska vanligt tonårsliv, om det inte vore för att alla i hennes omgivning försvinner en efter en.

## Om filmen
Filmen är inspelad i Warszawa i mars och april 2004. Den hade premiär den 4 november 2005 och är tillåten från 11 år.

## Rollista (urval)
- Tore Lidman - berättaren
- Agnieszka Grochowska - Nina Rajmic
- Maria Chwalibóg - Fanny, "Fanja", Ninas mor
- Andrzej Brzeski - Artur, Ninas far
- Paweł Iwanicki - Rudek, Ninas bror

## Musik i filmen
Musiken från filmen är gjord av Sasza Maksimov och Paweł Derentowicz.

## Utmärkelser
- 2006 – Guldbagge - Bästa film[1]
- 2006 – Guldbagge - Bästa manuskript, Lena Einhorn[1]
- 2006 – Yad Vashem-priset vid filmfestivalen i Jerusalem.[2]